# Château de Montfleury (Savoie)
Pour l’article homonyme, voir Château de Montfleury.
Le château de Montfleury est une ancienne maison forte, du XIIIe, remanié aux XVIe et XVIIIe siècles, puis au XIXe siècle, centre de la seigneurie de Montfleury, élevée au XVIIIe siècle en baronnie, qui se dresse sur la commune d'Avressieux dans le département de la Savoie en région Auvergne-Rhône-Alpes.

## Situation
Le château de Montfleury est situé dans le département français de la Savoie sur la commune d'Avressieux, à 750 mètres au sud-est du bourg.

## Histoire
Le fief de Montfleury est inféodé en faveur d'Amédée Roccard, le 1er octobre 1392.
Au milieu du XVIe siècle, il est la possession d'une branche de la famille de Mareste.
Ces derniers, quand ils restaurent le château, en 1728, sont devenus barons de Montfleury. Le dernier de cette branche des Mareste d'Avressieux Appolinaire Louis Adolphe, qui décède en 1867, le vend en 1858, de manière fictive, à sa maitresse la baronne de Rubempré qui  laisse pour héritière en 1873, Isidore Alberte Cozette de Rubempré, sa fille, mariée au comte de Luzerna, gentilhomme piémontais. Son petit-fils, astronome et inventeur, vend le château en 1893.
Il échoit à M. Giraud, vivant à Moscou, et fut transformé, en 1960, en centre de vacances, dont il eut beaucoup à souffrir. M. Prière, qui l'a acquis en 1972, s'attacha à le restaurer et en a fait un musée du Vieux Terroir.

## Description
Du château médiéval de Monfleury subsiste un donjon du XIIIe siècle, haut de 30 mètres, dit la « Tour Sarrazine » à laquelle on a accolé au XVIe siècle, un corps de logis, une tour hexagonale et une échauguette, et au XIXe siècle, une aile construite dans un style Renaissance.

## Tournages
En septembre 2015, le réalisateur Jean-Max Peteau et la scénariste Michèle Laurence tournent au château quelques plans pour le teaser du long-métrage Mandrin, contrebandier et rebelle (toujours en attente de réalisation). Louis Mandrin avait fait du château de Montfleury l'une de ses caches. Marc Prière, le propriétaire, possède dans sa riche collection d'antiquités un pistolet qui aurait appartenu au brigand. En son hommage, il a signé une toile dévoilée en présence de l'équipe du Projet Mandrin aux Echelles.
Le château sert de décor à la Kommandatur du colonel Steiner dans le film Gloire et Déshonneur, réalisé par Richard Delay. Tourné en 2017, il célèbre la résistance savoyarde.
En 2019, Richard Delay pose à nouveau sa caméra dans le château de Montfleury pour les scènes d'un hôpital de campagne du film Le Soldat mérite le Paradis, une fresque historique sur la Première Guerre mondiale. La grande première du film a lieu en février 2020 à quelques kilomètres de là, au Radio-Musée Galletti, labellisé Mission Centenaire 14 - 18.